# Ziga
Ziga és un dels 15 llocs que conformen la Vall de Baztan, situat a uns 50 quilòmetres de Pamplona, a Navarra. El 2010 tenía 196 habitants. Comprèn el barri de Zigaurre. Limita amb els pobles d'Almandoz, Aniz i Berroeta. Al seu territori es troba l'anomenat Mirador de Baztan, amb unes bones vistes de la vall. També té l'església parroquial de San Lorenzo, construïda entre 1593 i 1603.